# Palicourea gentryi
Palicourea gentryi là một loài thực vật thuộc họ Rubiaceae. Đây là loài đặc hữu của Ecuador.